# シー・ツー・コーポレーション
有限会社シーツーコーポレーションは、日本のアダルトビデオメーカー。本社は東京都北区滝野川1-90-8。

## 概要
1993年2月設立。クリスタル映像株式会社の完全子会社で、代表者も同じである。前身はコンフィデンス。
主なレーベルは単体作品向けのクィーン（～1999年）、グレイス、企画作品向けのタッチ（～1999年）、ピュア、ファン。
従来より、インターネットなどでのメディア展開はクリスタル映像と一体で行っており、現在は全ての作品がクリスタル映像よりリリースされている。